# Parafia św. Anny w Przyłęku
Parafia św. Anny w Przyłęku znajduje się w dekanacie kamienieckim w diecezji świdnickiej. Była erygowana w XVII w.
Posługę w parafii do 2008 pełnił proboszcz ksiądz kanonik Adam Malitowski. Do grudnia 2023 proboszczem był ksiądz kanonik Stanisław Saryczew. Od grudnia 2023 administratorem parafii jest ks. Sebastian Nawrocki.  

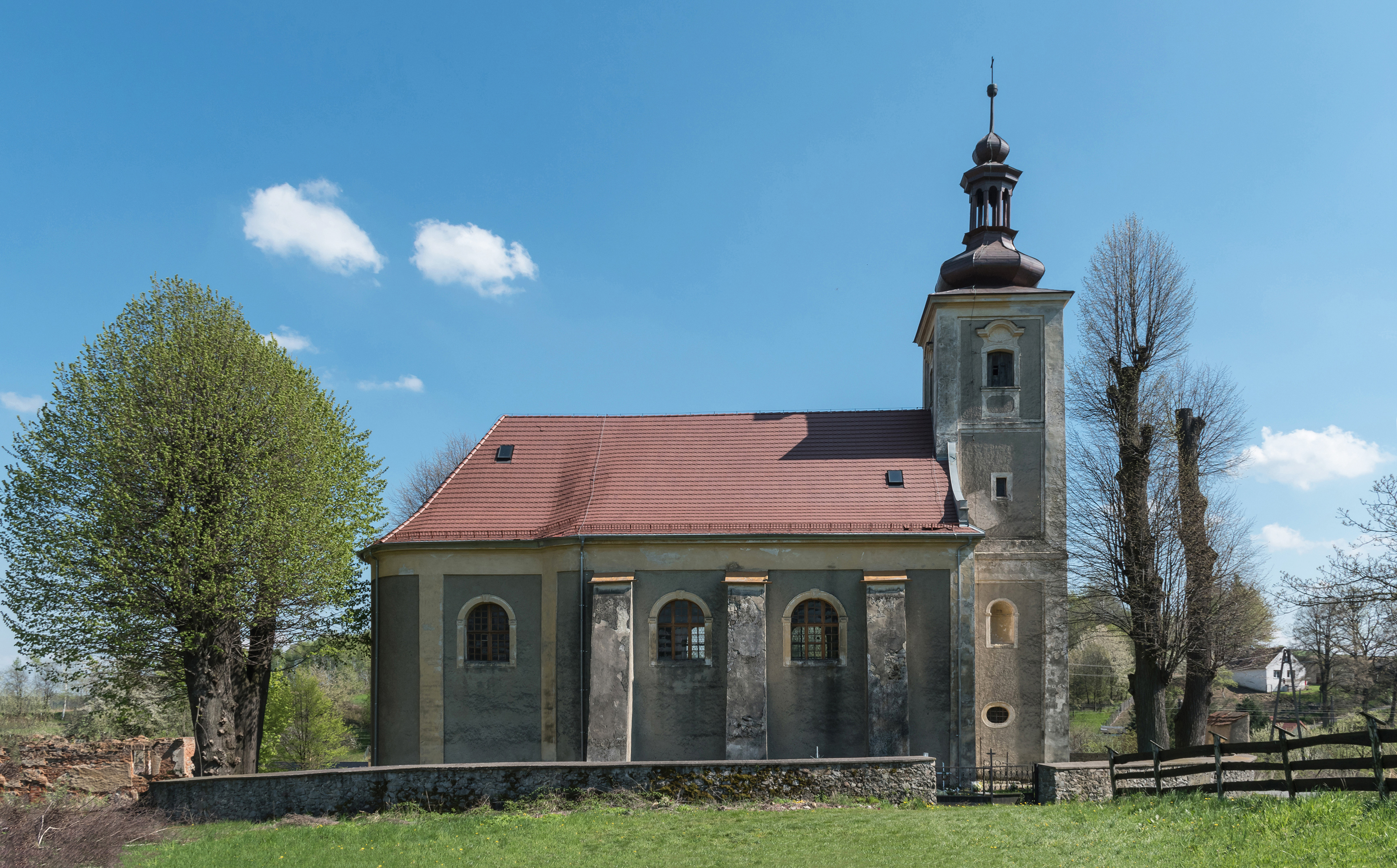
Kościół filialny w Laskówce